# Tjurevattnen
Tjurevattnen är varandra näraliggande sjöar i Tanums kommun i Bohuslän och ingår i Enningdalsälvens huvudavrinningsområde
- Tjurevattnen (norra), sjö i Tanums kommun, 58°53′48″N 11°37′47″Ö / 58.8966°N 11.6298°Ö (5,54 ha)
- Tjurevattnen (västra), sjö i Tanums kommun, 58°53′41″N 11°37′36″Ö / 58.8946°N 11.6268°Ö (1 ha)
- Tjurevattnen (södra), sjö i Tanums kommun, 58°53′37″N 11°37′54″Ö / 58.8937°N 11.6316°Ö (5,29 ha)